# Ricard Torres Balaguer
Ricard Torres Balaguer (Llíria, 13 de febrer de 1955) és un empresari i polític valencià, alcalde de Llíria i diputat al Congrés dels Diputats en la VIII Legislatura.

## Biografia
És llicenciat en Dret i en Ciències Econòmiques, va obtenir un m'aster en auditoria financera i treballa com a auditor de comptes. Militant del PSPV-PSOE, ha estat alcalde de Llíria (1991-1995) i president de la Comissió Revisora de Comptes del PSOE. Fou elegit diputat per la província de València a les eleccions generals espanyoles de 2004, on ha estat portaveu d'economia i hisenda.
El novembre de 2004 la comissió d'incompatibilitats del Congrés dels Diputats li va atorgar autorització per a seguir exercint la seva activitat privada en les set empreses a les quals està vinculat, entre elles T.R Tributación y Consultoría, S.L.U. No es presentà a la reelecció en 2008 i actualment és soci de Yuris Concursal.